# Alex Gopher
 (juillet 2013).
Si vous disposez d'ouvrages ou d'articles de référence ou si vous connaissez des sites web de qualité traitant du thème abordé ici, merci de compléter l'article en donnant les références utiles à sa vérifiabilité et en les liant à la section « Notes et références ».
Pour les articles homonymes, voir Gopher (homonymie) et Latrobe.
Alex Gopher, de son vrai nom Alexis Latrobe, est un musicien et réalisateur artistique français de musique électronique, ainsi qu'un ingénieur en masterisation. Son nom de scène vient de son premier EP sorti en 1994, le Gopher EP, dans lequel on trouve le morceau La croisière s'amuse, en référence à la série américaine du même nom dans laquelle un personnage se nomme Burl « Gopher » Smith (joué par Fred Grandy). Sur la pochette de l'EP, son nom d'artiste, Alex, est juxtaposé avec Gopher EP, et le public se met donc à l'appeler par erreur Alex Gopher.

## Biographie

### Jeunesse
Durant son enfance, Alex fut bercé au son de David Bowie, des Rolling Stones, des Beatles mais aussi du disco et la dance de l'époque que ses grands frères écoutaient. Son adolescence fut animée par la génération de groupes new wave comme The Cure, Joy Division ou encore New Order, ainsi que par la découverte d’Iggy Pop grâce à ses nombreuses collaborations avec David Bowie. Puis c'est au tour du hip-hop, qui lui fit découvrir la soul et le sampler, et enfin l'electro.

### Carrière musicale
Alex Gopher débute sur la scène française avec le groupe Orange, formé avec des copains de lycée. On y retrouve Xavier Jamaux (Ollano et Bang Bang) et des futurs membres d'Air, Nicolas Godin (guitares) et Jean-Benoît Dunckel. Après la disparition du groupe, Alex devient ingénieur du son au studio Translab (spécialisé dans le mastering) et participe, en 1994, à la création du label Solid avec Pierre-Michel Levallois et Étienne de Crécy (qu'il a connu au lycée Jules-Ferry à Versailles). Il sort cette même année son premier EP, le Gopher EP, un maxi de cinq titres, et collabore avec Étienne de Crécy et Air sur leurs futurs projets. Il remixe des morceaux pour des artistes aussi divers que Teri Moïse, Bob Sinclar, Jean-Louis Aubert ou Zazie. 

Après avoir produit quelques maxis remarqués, il sort son premier album en 1999 : You, My Baby and I, disque combinant house et funk. Le morceau The Child, qui sample une chanson de Billie Holiday (God Bless The Child), deviendra un classique du genre notamment grâce à son clip réalisé par H5. C'est aussi d'après l'intéressé celui qui « synthétise le son Gopher. Toutes mes influences y sont regroupées : le Charley en l'air typique de la house, la basse funky, Billie Holiday pour le côté jazz et l'écriture pop de la chanson. »
En 2001, Hedi Slimane, pour le couturier Yves Saint Laurent, lui demande trois morceaux pour le défilé de la collection black tie. Catherine Deneuve apparaitra en guest vocal sur l'un de ces titres. Alex en fera finalement en tout une dizaine et demandera à Demon de les mixer et de leur donner un son plus Club. De cette collaboration sortira un album commun intitulé Wuz en 2002. Toujours en 2001, on peut entendre son morceau The Child dans une des scènes du film Amélie Poulain.
Son troisième album, intitulé Alex Gopher, sort le 26 février 2007 chez V2 Records. Cet album aux sonorités électro/pop a été pour une bonne part composé et écrit par Alex, plusieurs morceaux étant toutefois co-signés Pierrick Devin, Helena Noguerra, Stéphane Jounot ou encore Antoine Piechaud. Alex Gopher joue sur tous les morceaux, avec en renfort Jean-Benoît Dunckel (piano, synthétiseur Korg MS20), Pierrick Devin (basse, guitares, claviers), Antoine Piechaud (guitare, piano), Olivier Libaux (guitare), Ivan Beck (batterie, guitare, harmonica), Flairs (basse), Nicolas Godin et Helena Noguerra. Les morceaux sont presque tous mixés par Étienne de Crécy et Alex Gopher, sauf deux par Julien Delfaud. C’est un nouveau changement de style pour l’artiste qui a laissé tomber le sampler pour composer avec guitare et piano : « J'en ai eu marre de fabriquer des morceaux avec des samples. Cela faisait cinq ou six ans que je le faisais, c'était devenu la routine. Un jour, j'ai débranché mon sampler, tout simplement. »
Alex Gopher continue de produire ses morceaux originaux sous son label, Go 4 Music, réalisant en 2008 les EP Aurora et Belmondo EP. On y trouve des remixes de Dada Life, Cajuan, Riot In Belgium & Knightlife sur Aurora, et de Just A Band et The Subs sur Belmondo EP, dont le titre est un hommage à l’acteur Jean-Paul Belmondo. Il signe dans le courant de l’année 2008 et 2009 deux nouveaux maxis électro Aurora Vol.2 et Handguns, toujours sous le format EP : « C'est pour moi un format extrêmement plaisant dans le sens où les sorties se font très vite après les mixes. Une sortie d'album est toujours une épreuve pour moi, défendre de la musique qui a souvent plus d'un an, c'est un jeu très difficile ».
Alex Gopher publie à l'automne 2009 le double CD My New Remixes regroupant les derniers remixes qu'il a réalisés, de Kraftwerk à IAM en passant par Tocadisco, Autokratz, Fischerspooner, WhoMadeWho ou Benny Benassi. Cet album inclut aussi un titre inédit, composé en collaboration avec Air, Étienne de Crécy et Alex Gopher : Ash Sync.
En 2010, il mixe le premier album de Flairs (Third Side records) et le projet Carte Blanche de DJ Mehdi & Riton. Il continue à produire des remixes pour Pacific, Étienne de Crécy, Autokratz, Light Year, Alb. En 2011, Il travaille avec Xavier Jamaux sur la BO du film Motorway produit par Johnnie To et réalisé par Soi Cheang, et sort en parallèle l'EP Invasion/Virages.
En 2012, il mixe le premier EP de Saint Michel I Love Japan (Diese/Columbia) et compose le morceau 331 pour la campagne publicitaire de Renault Clip Reveal Z Alpine Revival. Fin 2012, Alex Gopher signe la bande son de l'exposition Hello du collectif de graphistes H5 à la Gaîté-Lyrique du 11 octobre au 30 décembre 2012, et sort le premier single de son prochain album Hello Inc. EP, accompagné d'un clip réalisé par Ludovic Houplain d'H5.
En 2013, Alex Gopher sort l'EP No Drop, remixe Chloroform pour le groupe Phoenix, co-signe un titre avec le duo belge The Subs, et poursuit son métier d'ingénieur du son pour des artistes comme Talisco, Dominique Dalcan, Goose, Telepopmusik…
En 2014, il commence la tournée Super Discount 3 Live qui préfigure la sortie du disque du même nom d'Étienne de Crécy, sur lequel il co-signe le titre Smile. La tournée se poursuit en 2015 avec Étienne de Crécy et Julien Delfaud, ils se produisent dans de nombreux festivals en France comme à l'étranger. Il travaille également sur la BO du film Moonwalkers réalisé par Antoine Bardou-Jacquet.
En parallèle, Alex Gopher a repris son métier d'ingénieur du son en mastering et gravure à Translab, notamment pour des artistes comme Téléphone (en collaboration avec la bassiste Corine Marienneau), Columbine, Nekfeu, Air, Hyphen Hyphen, Superpoze, Johnny Hallyday, Kaaris…

## Discographie

### EP
- 1994 : Gopher EP (Solid)
- 1996 : Est-ce Une Gopher Party Baby ? (Solid)
- 1997 : Gordini Mix (Solid)
- 1998 : You, My Baby and I (Solid)
- 1999 : Party People (Solid)
- 1999 : The Child (Solid)
- 1999 : Time (Solid)
- 2001 : Wuz - Wuz EP1 (Solid)
- 2001 : Wuz - Wuz EP2 (Solid)
- 2001 : Wuz - Wuz EP3 (Solid)
- 2005 : I Need Change/Dust (BTK)
- 2006 : Spam (PIAS)
- 2006 : Motorcycle (Kitsuné)
- 2006 : Brain Leech (GO 4 MUSIC)
- 2008 : Aurora EP (GO 4 MUSIC)
- 2008 : Belmondo EP (GO 4 MUSIC)
- 2008 : Aurora Vol.2 EP (GO 4 MUSIC)
- 2009 : Handguns EP (GO 4 MUSIC)
- 2011 : Invasion/Virages EP (GO 4 MUSIC)
- 2012 : Hello Inc. EP (GO 4 MUSIC)
- 2013 : No Drop EP (GO 4 MUSIC)
- 2016 : Back to Basics - EP (GO 4 MUSIC / Design : Pierre Kiandjan)[7],[8]

### Albums
- 1999 : You, My Baby and I (Solid)
- 2002 : Wuz - Alex Gopher with Demon presents Wuz (Solid)
- 2007 : Alex Gopher (GO 4 MUSIC)
- 2009 : My New Remixes (Compilation) (GO 4 MUSIC)
- 2012 : Motorway (BO) (GO 4 MUSIC/Bang Bang & Beats)

### Remixes
- 1996 : Teri Moïse - Les Poèmes De Michelle (Big Mix by Alex Gopher) (Source/Virgin Records)
- 1997 : Jean-Louis Aubert - Océan (Alex Gopher remix) (Virgin Records)
- 1998 : Bang Bang - Hi Love (Alex Gopher Higher Love Dub Mix) (Naive)
- 1998 : Bob Sinclar - Ultimate Funk (Alex Gopher Remix) (Yellow/Mercury Records)
- 1998 : Zazie - Tout Le Monde (Alex Gopher mix) (Mercury Records/Universal)
- 1998 : Étienne de Crécy - Prix Choc (Alex Gopher Free Tax Mix) (Solid/PIAS/V2 Music)
- 1998 : Soniq - Minkey Part.1 (Alex Gopher Remix) (Scenario Rock)
- 1998 : Sander Kleinenberg - For Your Love (Alexs Gopher's For Your Daddy Mix) (Barclay Records)
- 1999 : Grand Turism - Into The Music (Alex Gopher Mix) (Atmosphériques)
- 1999 : Mozesli - Love & Slackness (Alex Gopher Remix) (Source/Virgin Records)
- 1999 : Sly & Robbie - Superthruster (Alex Gopher remix) (Palm Pictures)
- 1999 : Nightmares On Wax - Finer (Alex Gopher Edit) (Warp Records)
- 1999 : The Dysfunctional Psychedelic Waltons - All Over My Face (Alex Gopher Steel Mix) (Virgin Records)
- 2000 : Mr Oizo - Last Night A Dj Killed My Dog (Chien De Fusil Mix By Alex Gopher) (F Communications)
- 2000 : Roy Davis Jr. - Join His Kingdom (Alex Gopher Remix) (20000ST)
- 2000 : Vanessa Paradis - Commando (Nighttime Mix by Alex Gopher) (Barclay Records)
- 2000 : Vanessa Paradis - Commando (Daytime Mix by Alex Gopher) (Barclay Records)
- 2001 : Mr Learn - Off Part.2 (Alex Gopher Remix) (Solid)
- 2001 : Joe Zas - Jojoba (Wuz remix by Alex Gopher) (Le Pamplemousse Records)
- 2001 : Jamiroquai - Black Capricorn Day (Alex Gopher White Nights Remix) (Sony Music)
- 2001 : Les Négresses Vertes - Spank (Alex Gopher Remix) (Virgin Records)
- 2001 : Étienne de Crécy - No Name (Wuz Remix By Alex Gopher) (Solid/V2 Music/XL)
- 2001 : Erik Truffaz - Bending New Corners (Alex Gopher Remix) (Blue Note Records)
- 2001 : Modjo - No More Tears (Wuz Mix By Alex Gopher) (Barclay Records)
- 2002 : Alex Gopher & Demon - Use Me (Wuz Remix By Alex Gopher) (Solid/V2 Music)
- 2002 : Bootsy Collins - Play With Boosty (Alex Gopher Remix) (East West Records)
- 2004 : Kraftwerk - Aerodynamik (Alex Gopher & Etienne De Crecy Dynamik Mix) (Astralwerks)
- 2005 : Benassi Bros. - Make Me Feel (Superdiscount Remix) (Submental Records)
- 2005 : Axelle Red – J’ai Fait Un Rêve (The Alf & Alex Gopher Mix) (EMI)
- 2006 : Who Made Who – Out The Door (Superdiscount remix) (Gomma)
- 2007 : Tocadisco - Better Begin (Alex Gopher remix) (Superstar Records)
- 2007 : The Freelance Hellraiser – We Don’t Belong (Alex Gopher remix) (RCA Records)
- 2007 : Fischerspooner - The Best Revenge (Alex Gopher Retaliation remix) (Kitsuné)
- 2008 : Dada Life - Your Favourite Flu (Alex Gopher Remix) (U-Boot)
- 2008 : Ladyhawke - Paris Is Burning (Alex Gopher Remix) (Modular Recordings)
- 2008 : autoKratz - Stay The Same (Alex Gopher Remix) (Kitsuné)
- 2008 : Sharam Jey & Loulou Players ft. Princess Superstar - Monday Morning (Alex Gopher Remix) (King Kong Records)
- 2008 : Shinichi Osawa - Push (Alex Gopher Remix) (Avex)
- 2009 : Benny Benassi VS David Bowie - DJ (Alex Gopher Remix) (d:vision)
- 2009 : Dada Life - Happy Hands & Happy Feet (Alex Gopher Remix) (News)
- 2009 : Beni - Fringe element (Alex Gopher Remix))
- 2009 : The Aston Shuffle - Do you want more?' (Alex Gopher Remix) (Hussle)
- 2009 : Dre Skull - I Want You' (Alex Gopher Remix) (Mixpak Recs)
- 2009 : Kid Sister - Get Fresh (Alex Gopher Remix) (Fools Gold)
- 2009 : The Subs - My Punk (is funk Alex Gopher Remix) (Lektroluv)
- 2009 : Disco Trash Music - Neon Disco' (Alex Gopher Red & Black Remixes) (Freakz Me Out Recs)
- 2009 : In The Club - She's A Man (Alex Gopher Remix) (Temps d'Avance)
- 2009 : IAM - Ça Vient De La Rue (Alex Gopher Remix) (Universal)
- 2009 : Shameboy - Rechoque (Alex Gopher Remix) (Happy Few)
- 2010 : Flairs - Trucker's Delight (Alex Gopher Remix) (Third Side Records)
- 2010 : Mason Ft. DMC & Sam Sparro - Corrected (Alex Gopher Remix)
- 2010 : Pablo Decoder - Echoes In My Head (Alex Gopher Remix) (Go4Music)
- 2010 : Sovgner - Breathless (Alex Gopher Remix) (Go4Music)
- 2011 : Pacific - Unspoken (Alex Gopher & Pierrick Devin Remix) (Vulture)
- 2011 : Etienne de Crecy - No Brain (Alex Gopher & Pierrick Devin Remix) (Pixadelic)
- 2011 : autokratz - Becoming The Wraith (Alex Gopher Day & Night Remix)
- 2011 : Light Years - PSA (Alex Gopher Remix) (Bang Gang)
- 2011 : Alb - Golden Chains (Alex Gopher Remix) (Rouge et Or Musique)
- 2011 : Punks Jump Up - Get Down (Alex Gopher Remix) (Punks Jump Up)
- 2012 : The Popopopops - My Mind Is Old (Alex Gopher Remix) (ZRP)
- 2013 : Phoenix - Chloroform (Gopher & Devin Remix) (Loyauté)

### Collaborations

#### EP
- 1994 : Fabe, Sleo & Idéo Soul (Enregistrement et mixe pour Alabaz Records)
- 1996 : Super Discount - ¥ (Solid)
- 2015 : Super Discount 3 - Smile (Pixadelic)

#### Singles
- 1996 : Super Disco et Destockage massif sur l'album d'Étienne de Crécy Super Discount (Solid)
- 2004 : Fast Track et Overnet sur l'album d'Étienne de Crécy Super Discount 2 (Solid)
- 2009 : Ash Sync par Air, Alex Gopher & Étienne de Crécy sur vinyle collector joint au livre This is the end cover art by H5, éditions B42
- 2013 : Body Memory sur l'album de The Subs (Elktroluvrecords)